# キルキス
キルキス（ギリシア語: Κιλκίς) / ラテン文字表記：Kilkis / ブルガリア語: Кукуш）はギリシャの中央マケドニア地方の都市で、キルキス県の県都。
2011年の行政改革で、ヘルソ、ドイラニ、ガリコス、キルキス、クルッサ、ムリエス、ピクロリムニの7つの旧市が合併し、現在のキルキス市となった。

## 名称
キルキスは近年特に、他民族地域にあり、幾つかの違った名前で知られている。東ローマ帝国時代は「カリコン（Kallikon）」という地名だったが、ギリシャ人からは「カルキス、キルキス」と呼ばれた。1732年の教会の記録では「キルキシ（ギリシア語: Κηλκήση）」として登場している。南スラヴ語群では「ククシュ（ブルガリア語: Кукуш, Kukuš）」として知られている。オスマン帝国時代は「キルキツィ（Kilkitsi, Kılkış）」と呼ばれた。

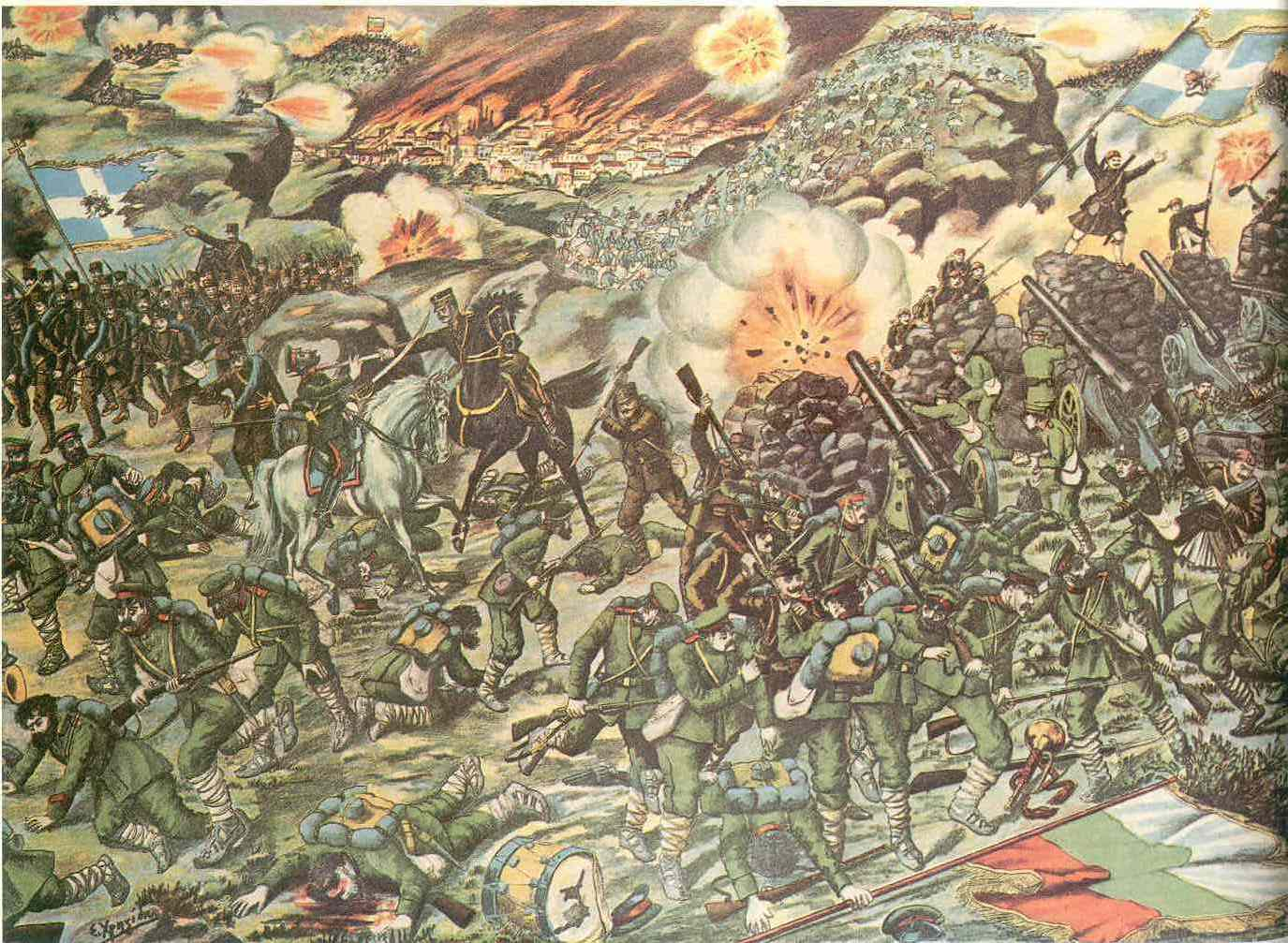
1913年第2次バルカン戦争のキルキスの戦いを描いたリトグラフ